# Zebegény
Zebegény (szlovákul Zebegíň) község Pest vármegyében, a Szobi járásban.

## Földrajz
Pest vármegye északi részén, a Dunakanyarban, a Visegrádi-szoros áttöréses völgyének elején, a Duna bal partján, Nagymaros és Szob között; vele átellenben fekszik a Komárom-Esztergom vármegyei Pilismarót. A Budapest–Szob közötti villamosított vasúti fővonalon, illetve a 12-es főúton közelíthető meg, utóbbiból itt ágazik ki Márianosztra irányába a 12 107-es út. Nyáron a Dunán, hajóval is elérhető, illetve egész évben komppal Pilismarótról (a komp felhajtója itt önkormányzati útnak minősül, túlparti párja a 11 324-es útszámozást viseli). A Börzsönyi-peremhegység nyugati oldalánál, a Malom-patak partján fekszik.
Egyéb belterületei:
- Újvölgy

Külterületi településrészei:
- Akácdomb
- Csapásdűlő
- Csapásszántó[5]

### Természeti környezete
Határában folyik a Medres-patak, amely szintén a Duna vízgyűjtő területéhez tartozik. Északkeletre a vulkanikus andezit és a riolit összetételű Börzsöny fekszik. A patakok környékén löszös, agyagos és  homokos talajok találhatók amelyekre lajta mészkő telepedett. Kutatófúrással barnaszenet találtak. Mészkövet jelenleg is bányásznak. Az éves csapadékmennyiség 630 mm.  A természetes növénytakaróját, bükk, tölgy, és kőris alkotja. Agrokultúráját málna, szőlő és némi szántóföld alkotja. Az erdeiben honos a szarvas, őz, vaddisznó.

## Története

### Középkor
A település kialakulására vonatkozó legrégebbi adatok a 13. századból maradtak fenn először. Első írásos említése Zebeguen-ként 1295-ből származik. Adatok utalnak arra, hogy a zebegényi Malom-patak völgyében már 1251-ben bencés zárda állott. Az Árpád-korban a pécs-baranyai egyházmegyében volt egy bencés kolostor, aminek a neve Szöbegény volt. Minden valószínűség szerint az esztergomi érsekség által odaadományozott területre innen – a Szöbegény nevű kolostorból – települtek a bencések. Az 1295. szeptember 26-án kelt peres irat a bencés kolostort „Monasterium de Zebeguennak” zebegényi monostornak nevezi. A 14. századból találhatók még följegyzések arról, hogy Papy Miklós fia Lőrincz volt az apátság kegyura. E család magva szakadtával Zsigmond király 1396-ban a kegyúri jogot a Trentul testvérekre ruházta. 1483-ban a bencés monostor már elhagyott volt.

### 18. század
A falu községként a török uralom utáni időszakban alakult ki. A középkorban fejlődésnek indult település lakossága a török idők alatt majdnem teljesen elpusztult. Zebegény és térsége 1685 táján szabadult meg a töröktől. Az 1700-as évek első felében a lakosság pótlására németeket, magyarokat és szlávokat telepítettek le. A katolikus németek 1735 táján a rajna-pfalzi Mainz vidékéről jöttek, a Sebegin nevet adták a településnek. Népi etimológia szerint a sváb telepesek kiáltottak így föl, a Dunakanyar láttán: „See beginnt” (a.m. tenger kezdődik).
A korabeli írások a 19. század elején Zebegényt német–magyar-szlovák településként említik.

### 19. század
A község első templomát – amely a Kálvária-domb sziklájába bevájt Szentélyből és eléje épített helyiségből állt – 1813-ban építették és 100 évvel később az új templom megépítésekor elbontották.
Zebegény első iskolájának keletkezési ideje nem ismert. Az 1830-as években volt római katolikus iskolája az ősi sziklatemplom mellett.
1846-ban kezdik építeni a Budapest-Pozsony vasútvonalat, amelynek Vác-Párkánynána közötti szakaszát 1851-ben adják át a forgalomnak. A Budapest – Vác vasútvonal Pozsonyig történő meghosszabbításával nagyon gyorsan fejlődött. Ekkor épült meg a hétlyukú zebegényi vasúti völgyhíd, ami a maga kategóriájában Magyarországon a második legnagyobb híd. Az állomás épülete a Monarchia stílusában épült. Eredeti formájával turisztikai látványosság. A község első temetője a jelenlegi vasútállomás környezetében volt, ahol a vasútépítés miatt meg kellett szüntetni. Ekkor került át jelenlegi helyére a Kálvária-domb déli oldala alá. Ma is itt van a község temetője. Fekvése, domborzati viszonyai és érdekes elrendezése miatt az ország egyik legszebb temetője. 1853-ban a Kálvária-dombon megépült a barokk oromzattal ellátott homlokzati tornyos kisebb méretű, keletelt, klasszicista „Kálvária kápolna”. Feltehetően ebben az időben épült a kápolnához vezető út mellett kilenc kisebb méretű stációs házikó; mindegyiken kis fülkében Jézus keresztútját ábrázoló kép. Ugyancsak a 19. század elején épült a kálvária északnyugati lábánál a Nepomuki Szent János kápolna (úti kápolna) kisméretű oltárral, szobrokkal.

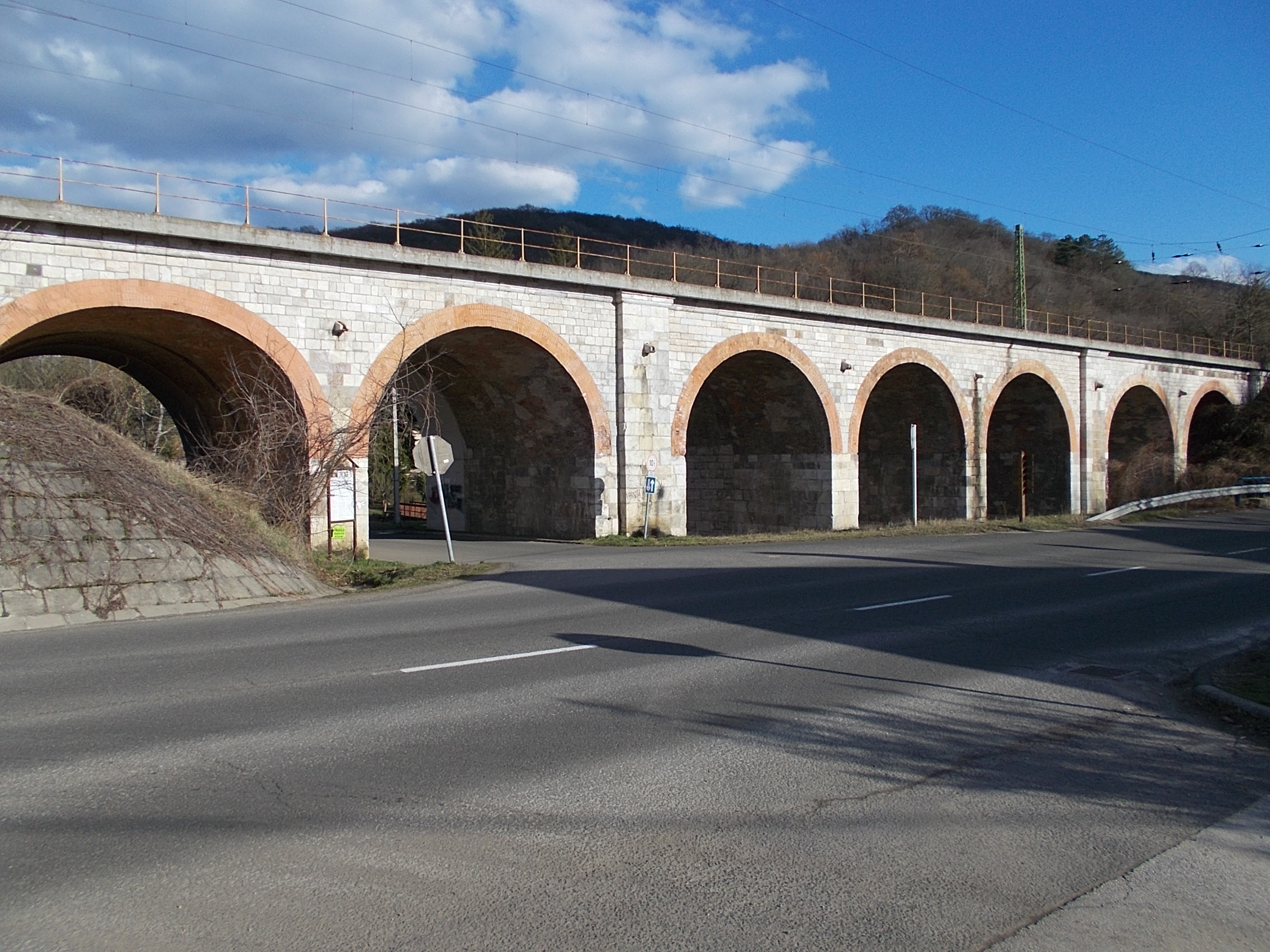
A Hétlyukú híd a Malom-patak felett

1890-ben kiszélesítik a hétlyukú vasúti völgyhidat, így már két pár vágányon közlekedhetnek a vonatok.
Egyik érdekes építészeti emléke a "Ferencz József Gyermektelep", amely az 1896-os Millenniumi kiállításon "dohányjövedéki" pavilon volt. Az ezredéves kiállítás fából épült pavilonjait lebontásuk után értékesítették, s többek között a "svájci renaissance" stílusban épült dohányipart, bemutató épületet a főváros vásárolta meg.
1899-ben majdnem megsemmisült a település. Óriási felhőszakadás volt, s ez a Bükkös árokban felhalmozódott, mivel korábban az árkot – szekérátjáró miatt – bánya-meddővel feltöltötték. A felgyülemlő víz átszakította, elsodorta a bánya-meddőt és a víz házakat elsodorva rázúdult a községre.

### 20. század
1906-1910 között Havas Boldogasszony tiszteletére épült a plébánia templom, Kós Károly erdélyi polihisztor (építész, író, néprajztudós) és Jánszky Béla tervei alapján szecessziós stílusban az erdélyi fatemplomok mintájára. Freskóit Körösfői-Kriesch Aladár tervei alapján tanítványai készítették Leszkovszky György tanársegéd festőművész segítségével.
Az 1900-as évek elejétől egyre ismertebbé vált Zebegény. Főleg a fővárosi polgárok közül egyre többen fölfedezték. Ekkor épülnek az első nyaralóházak, villák. Páratlanul szép természeti adottságai és kiváló, gyógyító levegője ugyancsak eredeti falusi arculata pezsgő nyaralóéletet indukált. 1924-ben Szőnyi István festőművész – aki elnyerte a Szinyei társaság első ízben kiadott nagydíját – feleségül vette a zebegényi nyaraló tulajdonos, földművelésügyi államtitkár Bartóky József kisebbik lányát, Bartóky Melindát és nem sokkal később Zebegénybe költöztek. Az új templom építése kapcsán megjelent Kós Károly és művésztársai, majd Szőnyi István és az általa létrejött művészkolónia jó értelemben megpecsételte Zebegény sorsát. A század első felében olyan romantikus, pezsgő, magas szellemi színvonalú nyaralóéletnek lehettek tanúi elődeink, ami meg nem ismételhető.
Hogy mennyire gazdag volt világszínvonalú eseményekben az évszázad ezen első fele, ezen belül is a 30-as évek, tanúskodik a Virág Egylet Zebegény és a maga nemében páratlan Országzászló és a Hősök Emléke.
Ugyancsak az 1930-as évek első felében Zebegény közössége elhatározta, hogy Országzászlót állít. Az Országzászló megtervezésével Maróti Géza nemzetközi hírű építészt, építőművészt, iparművészt bízták meg, aki zebegényi nyaralótulajdonos, és őslakosnak vallotta magát. Az Emlékmű megépítésére Országos közadakozást kezdeményezett a zebegényi Dalkör. A szervező Bizottság úgy döntött, hogy ne csak Országzászlónak, hanem az első világháborúban elhunyt zebegényi hősi halottaknak is állítsanak emléket. Így egy összetett szimbolikájú, nagyobb léptékű monumentum megtervezése volt a feladat. Egy nyolcszögletű fallal körülvett pódiumon négy kőoszlop veszi körül az országzászló rúdját. Eredeti tervek szerint a négy kőoszlop tetejére 1-1 hatalmas kettős kereszt került volna, ezek eddig nem készültek el.
1944-ben községet is elérte a második világháború közvetlen hatása. December 8-án három monitor horgonyzott le a Duna Zebegényi szakaszán. 11. napon át szüntelenül tüzeltek a Törökmező irányába, feltehetően a szovjet csapatokra. 19-én délután megszűnt az ágyúzás és eltávoztak a hajók: Délután 4- és 5 óra között a Törökmező felől a Malom-patak két oldalán 300 szovjet katona nyomult be a községbe. A harcokban 7 szovjet katona esett el, akiket ideiglenesen az iskola előtt majd véglegesen a temetőben helyezték örök nyugalomra. Két magyar katona is áldozatul esett. Mint német ajkú településről 112 férfit és nőt írtak össze, és hurcoltak el kényszermunkára Ukrajnába.  Az utolsó hazatérők 1947. július 28-án szálltak le a vonatról. A temetőben elhelyezett emléktábla tanúskodik a II. világháború áldozatairól.
1923-ig Hont vármegyéhez tartozott, 1923 és 1938 között Nógrád és Hont k.e.e. vármegyéhez, 1938 és 1945 között Bars és Hont k.e.e. vármegyéhez, 1945 és 1950 között Nógrád-Hont vármegyéhez tartozott, és az 1950-es megyerendezéskor csatolták Pest megyéhez.

### Jelene
A rendszerváltás óta önálló önkormányzata van. Alapintézményekkel (általános iskola, óvoda, könyvtár, háziorvos) rendelkezik. Kulturális élete a hasonló nagyságú települések közül kimagaslik. Itt található: a Szőnyi István Múzeum és Farkas Vince hajóskapitány hajózási múzeuma. 1968 óta nyaranta rendeznek képzőművészeti szabadiskolát.
A munkavállalók nagy része ingázik Budapestre, Vácra, Szobra. A Mészkő Bányászati és Feldolgozó Kft-ben több helybéli kap munkalehetőséget. A község turizmusa fejlődőben van. (17 kiskereskedelmi bolt, 11 vendéglátóhely, panzió van.)

### Vallás
A település jelenleg körülbelül fele arányban római katolikus. Más egyházak tagjai közül nagyobb számban élnek itt reformátusok, evangélikusok, a Hit Gyülekezetének tagjai és Jehova Tanúi. Temploma csak a római katolikus felekezetnek van. A Római Katolikus Egyházközség legelső helye valószínűleg a Kálvária-hegy alján levő sziklabarlang volt, amelyben a hagyomány szerint remete lakott és az ő alkotása a barlang belső falán a Mária mennybevitelét ábrázoló dombormű. A hívek a barlang elé kápolnaszerű építményt emeltek. A mai, a táj panorámájába páratlanul simuló, műemlék jellegű templomot Kós Károly és Jánszky Béla tervezték erdélyi népi elemeket is felhasználva. A belső díszítés Körösfői Kriesch Aladár festőművész és tanítványai munkája. 1910. július 10-én a község pap szülötte, dr. Koperniczky Ferenc kanonok áldotta meg, aki kezdettől fogva fáradhatatlanul buzgólkodott létrejöttén. 1926-ban, amikor nagyrészt az ő támogatásával a plébániaház is elkészült, az egyházi hatóság Zebegényt plébánia rangra emelte. A templomot 1958-ban és 1975-ben újították fel külsőleg. 1979-ben alakították ki az új liturgikus teret. A Kálvária-kápolnát 1854-ben Fischer Borbála építtette. A Nepomuki Szent János kápolna az 1820-as évekből származik. Mai helyére útkorszerűsítés miatt 1965-ben helyezték át a patak mellől. Az újvölgyi nyaralótelepen közadakozásból épült 1944-ben Árpád-házi Szent Margit tiszteletére a kápolna.

## Közélete

### Polgármesterei
- 1990–1990: Kemenczik István (független)[7]
- 1991–1994: Krebsz Ferenc (független)[8][9]
- 1994–1998: Krebsz Ferenc (független)[10]
- 1998–2002: Krebsz Ferenc (független)[11]
- 2002–2006: Krebsz Ferenc (független)[12]
- 2006–2010: Sinkó Vilmosné (független)[13]
- 2010–2012: Sinkó Vilmosné (független)[14]
- 2013–2014: Hutter Jánosné (független)[15]
- 2014–2019: Hutter Jánosné (független)[16]
- 2019–2022: Hutter Jánosné (független)[17]
- 2022–2024: Parádi Katalin (független)[18]
- 2024– : Ferenczy Ernő Ervin (független)[1]

A rendszerváltás utáni első önkormányzati választáson Kemenczik Istvánt bízták meg a település vezetésével, azonban pár héttel a megválasztását követően, 1990. október 30-án egészségügyi okokra hivatkozva lemondott a tisztségéről. Az 1991. január 13-án tartott időközi választáson Krebsz Ferenc addigi alpolgármester nyerte el a választók bizalmát. 2013. január 6-án ismét időközi polgármester-választást (és képviselő-testületi választást) tartottak, ezúttal az előző képviselő-testület önfeloszlatása miatt. A választáson az addigi polgármester is elindult, de négy jelölt közül, a győztestől messze leszakadva csak a második helyet érte el. 2022. október 2-án újra időközi polgármester-választást tartottak Zebegényben, mert a korábbi polgármester 2022. július 1-jei hatállyal, egészségügyi okokból lemondott posztjáról.

## Népesség
A település népességének változása:
| Lakosok száma | 1213 | 1206 | 1227 | 1292 | 1286 | 1286 | 1289 |
|               | 2013 | 2014 | 2018 | 2021 | 2022 | 2023 | 2024 |

A 2011-es népszámlálás során a lakosok 87,7%-a magyarnak, 7,5% németnek, 0,2% románnak mondta magát (12,1% nem nyilatkozott; a kettős identitások miatt a végösszeg nagyobb lehet 100%-nál). A vallási megoszlás a következő volt: római katolikus 55,4%, református 5,8%, evangélikus 1,2%, görögkatolikus 0,9%, felekezeten kívüli 9,8% (25,3% nem nyilatkozott).
2022-ben a lakosság 90,4%-a vallotta magát magyarnak, 7,5% németnek, 0,3% románnak, 0,2% cigánynak, 0,2% ukránnak, 0,1-0,1% örménynek és bolgárnak, 4,4% egyéb, nem hazai nemzetiségűnek (9,3% nem nyilatkozott; a kettős identitások miatt a végösszeg nagyobb lehet 100%-nál). Vallásuk szerint 44,2% volt római katolikus, 5,8% református, 2,1% evangélikus, 0,5% görög katolikus, 0,2% izraelita, 0,2% ortodox, 0,6% egyéb keresztény, 0,5% egyéb katolikus, 10,6% felekezeten kívüli (34,4% nem válaszolt).

## Látnivalók

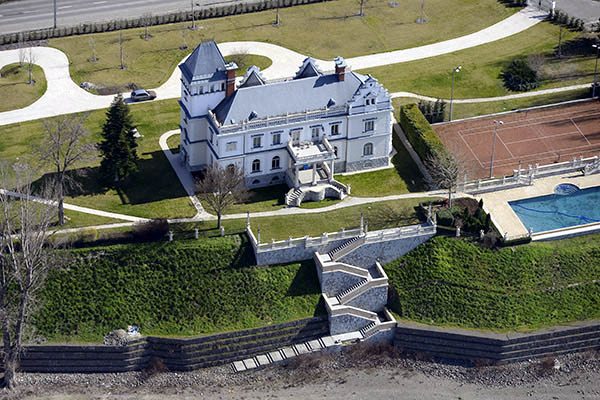
Dőry-kastély, Zebegény

- A Havas Boldogasszonynak szentelt római katolikus templom – Györgyi Dénes, Jánszky Béla, Kós Károly szecessziós, magyaros formavilágú alkotása 1910-ből, Körösfői-Kriesch Aladár tervei alapján készült freskókkal.
- Kálvária-kápolna és a mellette lévő kálvária
- Sziklaszentély a Kálváriahegy lábánál – a hagyomány szerint eredetileg remetebarlang volt és lakója faragta a barlang falán látható Szűz Mária domborművet. 1938-ban díszes homlokzatot és kovácsoltvas kaput építettek a barlang elé.[24]
- Szőnyi István Emlékmúzeum
- Maróti-villa
- Dőry-kastély
- Hajózástörténeti gyűjtemény – Farkas Vince magyar hajóskapitány emlékei.
- Országzászló és nemzeti hőseink emlékparkja a Kálváriahegyen[25]
- Szlovák és sváb parasztházak, a színesre festett, faszerkezetű „napraforgó-házak” – az 1930-as években gróf Károlyi Lászlóné vette meg a házsort, itt működött a szegény gyerekeket segítő Zebegényi Virágegylet.
- A Dunakanyar természeti környezete
- A Börzsöny hegység
- Öreg malom a Fischer közben
- Kós Károly-kilátó

## Nevezetes emberek
- Ambrózy László festőművész
- Beer Miklós püspök, váci megyéspüspök (a gyermekkora egy részét Zebegényben töltötte)
- Berény Róbert festőművész (1934-től élete nagy részét itt élte le)
- Bogányi Gergely Kossuth-díjas zongoraművész
- Bőzsöny Ferenc a Magyar Rádió főbemondója
- Dékány Vilmos segédpüspök (1971-1980 között itt volt plébános)
- Farkas Vince tengerésztiszt, múzeumalapító
- Glatz Ferenc a Magyar Tudományos Akadémia volt elnöke
- Kórusz József festőművész
- Maróti Géza építész (1875–1941), többek közt a kálváriadombi emlékmű alkotója.[26]
- Nagy Mariann labdarúgó
- Sajó Dávid újságíró
- Szalai Attila labdarúgó
- Szőnyi István (1894–1960) festő. Műveiben Zebegény lakóit és a Dunakanyart örökítette meg.
- Vajda József segédpüspök (1955-1965 között itt volt plébános)
- Vass Elemér festőművész

## Testvértelepülés
Geresdlak